# Maribel Sánchez-Maroto
Pour les articles homonymes, voir Sánchez et Maroto.
Maribel Sánchez-Maroto, née en 1964 à Madrid, est une cinéaste et documentariste espagnole.

## Biographie
Elle étudie à l'université autonome de Barcelone, avant de rejoindre le pôle télévisuel de Sant Cugat del Vallès, en Catalogne où elle poursuit sa carrière au sein de la RTVE. 
En 1997, elle réalise le documentaire Biescas, un año de silencio sur la catastrophe de Biescas du 7 août 1996, durant laquelle une coulée de boue d'une intense gravité tue 87 personnes dans un camping en Aragon.
En 2021, elle dirige la série télévisée Nevenka Fernández brise le silence, sur l'histoire de la jeune femme politique Nevenka Fernández et son procès contre Ismael Álvarez, le maire de Ponferrada, diffusé au niveau international sur le réseau Netflix.

## Filmographie

### Télévision
- 1997 :  Biescas, un año de silencio[6]
- 2002 : El debate de la 2
- 2021 : Nevenka Fernández brise le silence (Nevenka)